# African Banks
De African Banks of African Islands (Frans: Îlots Africains) zijn de meest noordelijke onbewoonde eilanden van de Amiranten van de Seychellen in de westelijke Indische Oceaan. De twee hoofdeilanden zijn South Island en North Island.
De eilanden zijn in 1797 ontdekt door Jean-Baptiste Philibert Willaumez tijdens zijn admiraalschap op de Franse fregat La Régénérée.